# Lagoa de Santo André
Lagoa de Santo André este o arie protejată (arie de protecție specială avifaunistică — SPA) din Portugalia întinsă pe o suprafață de 2.164,54 ha, integral pe uscat.

## Localizare
Centrul sitului Lagoa de Santo André este situat la coordonatele 38°05′02″N 8°48′08″W / 38.083849°N 8.802344°V.

## Înființare
Situl Lagoa de Santo André a fost declarat arie de protecție specială avifaunistică în martie 1988 pentru a proteja 83 de specii de animale.

## Biodiversitate
Situată în ecoregiunile marină Atlantică și mediteraneană, aria protejată conține 14 habitate naturale: Lagune de coastă, Vegetație anuală la limita mareei, Dune mobile cu vegetație embrionară, Dune mobile de-a lungul țărmului cu Ammophila arenaria („dune albe”), Dune de coastă fixe cu vegetație erbacee („dune gri”), Dune fixe decalcificate atlantice (Calluno-Ulicetea), Depresiuni intradunale umede, Dune cu vegetație ierboasă Malcolmietalia, Dune de coastă cu Juniperus spp., Dune cu tufărișuri sclerofile Cisto-Lavenduletalia, Dune împădurite cu Pinus pinea și/sau Pinus pinaster, Iazuri temporare mediteraneene, Pajiști umede mediteraneene cu ierburi înalte de Molinio-Holoschoenion, Galerii și tufărișuri riverane sudice (Nerio-Tamaricetea și Securinegion tinctoriae).
La baza desemnării sitului se află mai multe specii protejate:
- păsări (81): lăcar mare (Acrocephalus arundinaceus), pitulice de apă (Acrocephalus paludicola), lăcar-de-rogoz (Acrocephalus schoenobaenus), lăcar-de-lac (Acrocephalus scirpaceus), fluierar de munte (Actitis hypoleucos), ciocârlie-de-câmp (Alauda arvensis), pescăruș albastru (Alcedo atthis), rață sulițar (Anas acuta), rață lingurar (Anas clypeata), rață pitică (Anas crecca), rață fluierătoare (Anas penelope), rață mare (Anas platyrhynchos), rață pestriță (Anas strepera), gâscă cenușie (Anser anser), fâsă de luncă (Anthus pratensis), fâsă de pădure (Anthus spinoletta), fâsă de pădure (Anthus trivialis), stârc roșu (Ardea purpurea), rață-cu-cap-castaniu (Aythya ferina), rața moțată (Aythya fuligula), rață roșie (Aythya nyroca), Calidris alba, fugaci de țărm (Calidris alpina), caprimulg (Caprimulgus europaeus), Caprimulgus ruficollis, prundăraș de sărătură (Charadrius alexandrinus),  prundaș gulerat mic (Charadrius dubius), barză albă (Ciconia ciconia), erete de stuf (Circus aeruginosus), prepeliță (Coturnix coturnix), cuc (Cuculus canorus), egretă mică (Egretta garzetta), Elanus caeruleus, muscar negru (Ficedula hypoleuca), lișiță (Fulica atra), becațină comună (Gallinago gallinago), Gelochelidon nilotica nilotica, piciorong (Himantopus himantopus), Hippolais polyglotta, rândunică roșcată (Hirundo daurica), rândunică (Hirundo rustica), stârc pitic (Ixobrychus minutus), sfrâncioc cu cap roșu (Lanius senator), pescăruș negricios (Larus fuscus), pescăruș-cu-cap-negru (Larus melanocephalus), pescăruș râzător (Larus ridibundus), sitar de mâl (Limosa limosa), grelușel-de-zăvoi (Locustella luscinioides), privighetoare (Luscinia megarhynchos), gușă albastră (Luscinia svecica), prigoare (Merops apiaster), codobatura galbenă (Motacilla flava), muscar sur (Muscicapa striata), rață cu ciuf (Netta rufina), stârc de noapte (Nycticorax nycticorax), pietrar sur (Oenanthe oenanthe), vultur pescar (Pandion haliaetus), cormoran mare (Phalacrocorax carbo), Phoenicopterus ruber, codroșul de pădure (Phoenicurus phoenicurus), pitulice de munte (Phylloscopus collybita), pitulice-fluierătoare (Phylloscopus trochilus), lopătar (Platalea leucorodia), Porphyrio porphyrio, Porzana pusilla, brumăriță de pădure (Prunella modularis), pițigoi-pungar (Remiz pendulinus), lăstun de mal (Riparia riparia), mărăcinar (Saxicola rubetra), chiră mică (Sterna albifrons), chiră de baltă (Sterna hirundo), chiră de mare (Sterna sandvicensis), silvie de zăvoi (Sylvia borin), silvie roșcată (Sylvia cantillans), silvie de câmp (Sylvia communis), silvie de tufiș (Sylvia undata), călifar alb (Tadorna tadorna), fluierar de mlaștină (Tringa glareola), fluierarul de zăvoi (Tringa ochropus), fluierarul cu picioare roșii (Tringa totanus), nagâț (Vanellus vanellus)
- mamifere (2): liliac cârn (Barbastella barbastellus), vidră de râu (Lutra lutra)

Pe lângă speciile protejate, pe teritoriul sitului au mai fost identificate 2 specii de păsări, 6 specii de mamifere, 4 specii de reptile.